# 電影攝影機

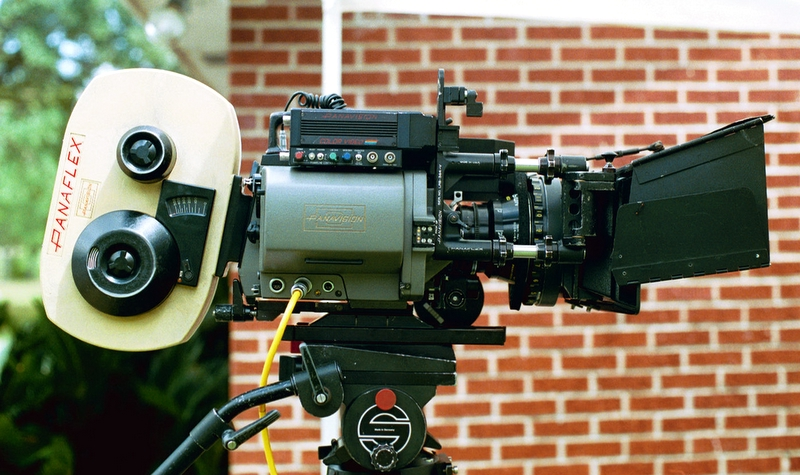
Panavision PFX-GII Golden Panaflex是一款熱門的專業35毫米膠卷相機，用於拍攝電影。

電影攝影機是一種攝影相機。相對於靜態相機只捕捉瞬間的單一快照，電影攝影機可透過間歇性機構連續快速拍攝「系列影像」（幀／影格／畫面）於底片條上，隨後再透過電影放映機以特定速度（幀率）播放，因為視覺暫留效應而組成動態影像。
自19世紀晚期發明以來，電影攝影機一度非常流行用於私人攝影，直到被它的後繼者攝錄影機所取代。如今，許多電影攝影機搖身一變成為收藏品，也有愛好者組成規模不大但組織完善的小社團，持續經營電影攝影機這項嗜好，即使多數相關零件和設備早已停產。